# Обессань
Обессань (фр. Aubessagne) — муніципалітет у Франції, у регіоні Прованс-Альпи-Лазурний берег, департамент Верхні Альпи. Обессань утворено 1-1-2018 шляхом злиття муніципалітетів Шоффає, Ле-Кост i Сент-Езеб-ан-Шамсор. Адміністративним центром муніципалітету є Шоффає. Населення — 730 осіб (01.01.2021).